# Janice Robinson
Janice Robinson (Clairton, 28 december 1951) is een Amerikaanse jazztromboniste.

## Biografie
Robinson groeide op in de industriestad Clairton in Allegheny County, speelde tijdens haar opleiding in schoolbands en in het Pittsburgh Youth Symphony Orchestra. Al op jeugdige leeftijd had ze tv-optredens in de Ted Mack Amateur Hour en de tv-show van Bill Cosby bij NPR. Ze studeerde trombone bij Emory Remington en arrangement bij Ray Wright aan de Eastman School of Music. Daarnaast werkte ze als freelance muzikante in Rochester (New York) en toerde ze met Chuck Mangione (met wie in 1973 eerste opnamen ontstonden) en de American Wind Symphony.
Na haar aankomst in New York in 1973 werkte ze met Clifford Thornton en Grachan Moncur III in het Jazz Composer's Orchestra. In 1974 werd ze lid van de bigband van Clark Terry. In 1975/1976 was ze op tournee in Japan met het Thad Jones/Mel Lewis Orchestra, daarna in Europa met het orkest van Gil Evans (1976). Tijdens de volgende jaren speelde ze in de bigbands van Buddy Rich, Dizzy Gillespie, Billy Taylor, Marian McPartland, Slide Hampton, in de Jazzmobile All Star Big Band, verder bij McCoy Tyner, George Gruntz en Mercer Ellington. Onder haar eigen naam bracht ze in kwintetbezetting het album Rosebrass uit, dat ze rond 2007 inspeelde met o.a. Doug Harris, Michael Cochrane, Onaje Allan Gumbs, Lonnie Plaxico, Greg Maker, Newman Baker en Louis Nash. Op het gebied van de jazz was ze tussen 1973 en 2007 betrokken bij 37 opnamesessies, o.a. bij David 'Fathead' Newman, Lionel Hampton, Frank Foster, Woody Shaw, Jimmy Owens, Grant Green, Kazumi Watanabe, Carmen McRae, Idris Muhammad, Dexter Gordon en Sarah Vaughan. 